# Straßenbahn Udine
Die Straßenbahn Udine (ital. Rete tranviaria di Udine) wurde 1887 als Pferdebahn in Betrieb genommen. Ab 1908 wurde sie durch eine elektrische Straßenbahn ersetzt und erweitert. Der Betrieb wurde bis 1952 geführt.

## Geschichte
Die Geschichte des öffentlichen Nahverkehrs in Udine begann Mitte des 19. Jahrhunderts, als ein Privatunternehmer beim Stadtrat eine Konzession für einen Dienst mit Brougham-Kutschen beantragte, die damals auch unter der Bezeichnung „Broom“ bekannt waren. Mit einem Beschluss vom 18. Mai 1866 richtete der Stadtrat von Udine diesen Dienst in der Stadt ein:

„Beschluss des Stadtrates vom 18. Mai 1866:“

### Die Pferdestraßenbahn

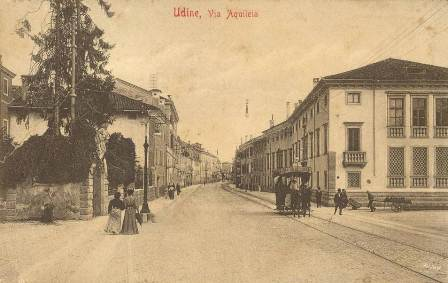
Via Aquileia mit einer Pferdestraßenbahn

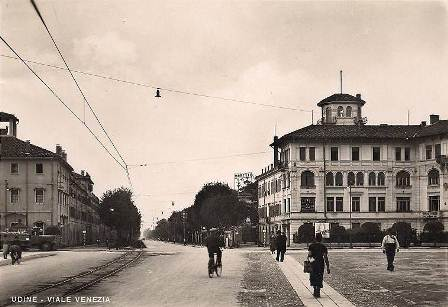
Viale Venezia, außerhalb der Stadtmauern in Richtung Santa Caterina auf einer alten Postkarte

Der Beginn des Schienenverkehrs erfolgte 20 Jahre später: 1886 erwog ein Unternehmen aus Vicenza namens Società del Tramway die Entwicklung einiger Pferdestraßenbahnlinien in Udine. Die Idee wurde vom Udineser Ingenieur Giovanni Stampetta umgesetzt, der die Gemeinde und einige Mitbürger zur Beschaffung des notwendigen Kapitals hinzog. Die erste in Betrieb genommene Strecke war die am 30. März 1887 eingeweihte Linie vom Bahnhof über die Piazza Vittorio Emanuele zur Porta Venezia, auf der vier Wagen eingesetzt wurden. Die Pferdestraßenbahn verkehrte auf Normalspur.
Im Jahr 1889, fast gleichzeitig mit der Aufnahme des Dampfstraßenbahnverkehrs auf der meterspurigen Überlandstrecke Udine–San Daniele, erreichte das städtische Netz die Via Mercato Vecchio und die Porta Gemona.

### Die elektrische Straßenbahn

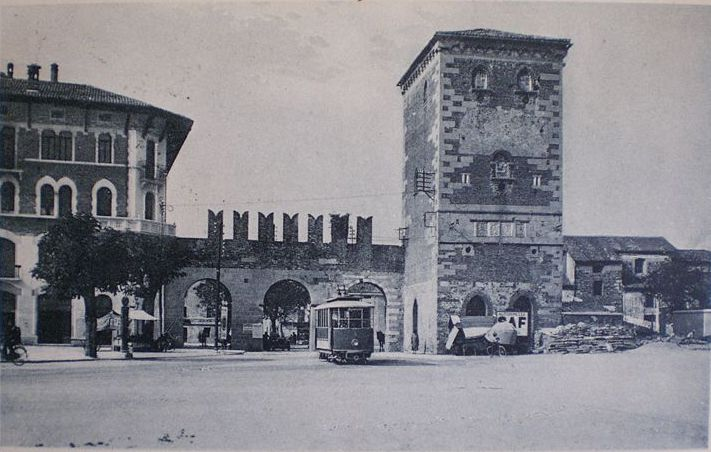
Porta Aquileia, 1935

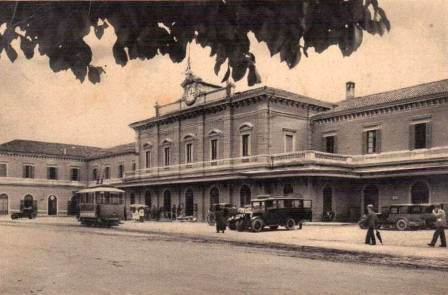
Triebwagen der Straßenbahn vor dem Bahnhofsgebäude

Ab 1908 ist die Geschichte der Straßenbahn in Udine mit dem Unternehmer und Erfinder Arturo Malignani verbunden. Er hatte sich 1906 für die Gründung der Società Friulana di Elettricità (SFE) mit einem Kapital von 2.000.000 Lire eingesetzt. Diese Gesellschaft konnte dank des Crosis-Staudamms und einiger von Malignani selbst entwickelter Technologien die ersten Stromanschlüsse in der Stadt versorgen und ein modernes öffentliches Verkehrssystem ins Leben rufen.
Im Jahr 1908 begannen die ersten Fahrten mit den elektrischen Straßenbahnen der SFE. Sie übernahmen den bisherigen, seit 1887 mit Pferden betriebenen Dienst, nachdem die Spurweite des Netzes von Normalspur auf Meterspur umgestellt worden war.

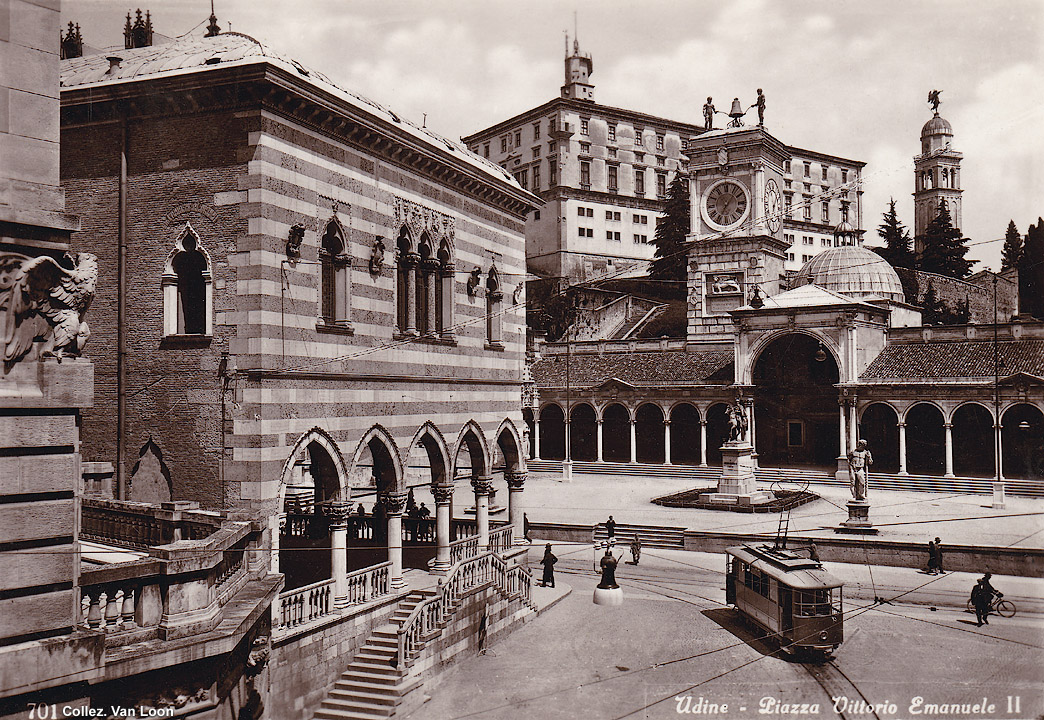
Piazza della Libertà, vormals Piazza Vittorio Emanuele II

1931 wurde am Ende der Via Mercatovecchio die Piazza Marconi durch den Abriss einiger Häuser geschaffen, um den Bau einer Straßenbahnkurve zu ermöglichen.
Die neue Verwaltung gab dem Netzausbau Impulse, der 1932 den Ort Santa Caterina in der Gemeinde Pasian di Prato erreichte.
Im Gegensatz dazu war nach dem Ersten Weltkrieg die Strecke vom Bahnhof zur Piazza Libertà über die Piazza Garibaldi und die Via Cavour stillgelegt worden.
Die amerikanischen Bombenangriffe vom 3. August und 28. Dezember 1944 sowie die weiteren am 20. Februar, 7. und 20. März 1945 beeinträchtigten den Straßenbahnbetrieb, ohne den Dienst jedoch vollständig zu unterbrechen. Die Zeit nach dem Krieg war jedoch von einem langsamen Niedergang geprägt. Der Betrieb benötigte dringend Wartungs- und Modernisierungsarbeiten, während die allgemeine Stimmung dem Schienenverkehr gegenüber eher ungünstig war.
Am 11. Juni 1946 starben bei einem schweren Frontalzusammenstoß zweier Fahrzeuge in Molin Nuovo 5 Personen.
Die 1948 in Dienst gestellten zwei gebraucht von der Straßenbahn Ospedaletti–Sanremo–Taggia erworbenen Triebwagen standen nur kurz im Einsatz. Die städtischen Entwicklungsprojekte sahen keinen Straßenbahndienst mehr vor. Am 1. Juli 1951 wurde der Abschnitt Piazza Libertà–Piazza del Pollame der Linie nach Santa Caterina stillgelegt, und im folgenden Jahr waren diese sowie die Linie vom Bahnhof zum Zivilkrankenhaus über die Piazza Libertà an der Reihe. Die letzte Straßenbahnfahrt in Udine fand am 31. Dezember 1952 statt.

## Technische Merkmale
Das Udineser Netz nutzte Phoenix-Schienen. Die Speisespannung der Fahrzeuge betrug 600 Volt Gleichstrom, die von denselben Anlagen der Società Friulana di Elettricità (SFE) erzeugt wurde. Diese gründete bald die Tochtergesellschaft Società Tramvie del Friuli für den Betrieb der Straßenbahn.
Das Hauptdepot und die Werkstatt der Straßenbahn befanden sich in Udine in der Via Caccia 25, unweit des Straßenbahnhofs Udine Porta Gemona, und wurden auch von der Überlandlinie nach Tricesimo und Tarcento genutzt. An derselben Stelle befindet sich heute ein Parkhaus.

## Überlandnetz
Die Tranvia Udine–Tarcento, die 1915 bis Tricesimo gebaut und 1927 bis zum Endpunkt Tarcento verlängert wurde, stellte viele Jahre lang die „weiße Straßenbahn“ dar, die die Orte im Tal des Flusses Torre schnell mit Udine und der Pontebbana-Bahnstrecke verband.
Diese Linie, die von derselben Gesellschaft wie das städtische Netz betrieben wurde, hatte die gleichen technischen Merkmale und teilte sich auch das Depot und die Werkstatt in Udine.
Zwischen 1889 und 1955 gab es in Udine auch Gleise und Anlagen einer weiteren Straßenbahn, der Bahnstrecke Udine–San Daniele, die vom österreichischen Geschäftsmann Karl Neufeldt initiiert worden war und dieselbe Spurweite wie die Stadtbahn besaß. Die Züge mit Dampflokomotiven nach San Daniele, die ab 1924 durch Akkumulatortriebwagen ersetzt wurden, durften einen Teil der Stadtstrecke befahren und hatten ihren Endpunkt am Bahnhof Udine Porta Gemona.

## Mediale Rezeption
Die Straßenbahn Udine wird in der österreichischen Tageszeitung Fremden-Blatt vom 31. Oktober 1917 – nach der Einnahme von Udine durch die Mittelmächte in Folge der Zwölften Isonzoschlacht – kurz erwähnt.
Weiter erwähnt sie der Autor bzw. die Autorin des Artikels Besuch in Friaul kurz in der Zeitung Die neue Zeit in der Ausgabe vom 30. Mai 1948.